# Comté de Grant (Kansas)
Pour les articles homonymes, voir Comté de Grant.
Le comté de Grant est l’un des 105 comtés de l’État du Kansas, aux États-Unis. Il a été fondé le 20 mars 1873. Son siège, et seule ville, est Ulysses. Selon le recensement de 2000, la population du comté est de 7 909 habitants. 

## Géographie
Le comté a une superficie de 1 489 km², dont la presque totalité en surfaces terrestres. 

### Géolocalisation
| Comté de Hamilton | Comté de Kearny  | Comté de Finney  |
| Comté de Stanton  | Comté de Grant   | Comté de Haskell |
|                   | Comté de Stevens |                  |